# Phyllotreta cruciferae
Phyllotreta cruciferae är en skalbaggsart som först beskrevs av Johann August Ephraim Goeze 1777.  Phyllotreta cruciferae ingår i släktet Phyllotreta och familjen bladbaggar. Arten är reproducerande i Sverige. Inga underarter finns listade i Catalogue of Life.

## Bildgalleri

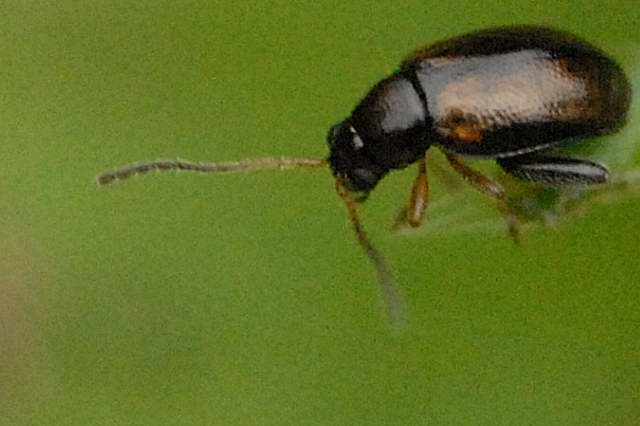